# Сачков, Илья Константинович
Илья Константинович Сачков (род. 13 июня 1986, Москва) — российский предприниматель, основатель и совладелец международной компании в сфере информационной безопасности Group-IB. С сентября 2021 года — фигурант уголовного дела по обвинению в государственной измене, с сентября 2021 года находится в следственном изоляторе. В июне 2023 года дело было передано в Мосгорсуд для рассмотрения по существу.

## Ранние годы и образование
Илья Сачков родился 13 июня 1986 года в Москве. В 2009 году окончил с отличием факультет информатики и систем управления МГТУ им. Н. Э. Баумана.

## Карьера и бизнес
В 2003 году Сачков вместе со своим партнёром-однокурсником Дмитрием Волковым стал основателем агентства по расследованию высокотехнологичных преступлений и мошенничеств с использованием высоких технологий. Спустя несколько лет агентство трансформировалось в международную компанию Group-IB, в которой Сачков занял пост генерального директора. В 2018 году компания перевела свою штаб-квартиру из Москвы в Сингапур, куда перебрался совет директоров и менеджмент. По состоянию на 2021 год, Group-IB делает программное обеспечение по информационной безопасности, принимает участие совместно с правоохранительными органами в расследовании киберинцидентов, реализует услуги по защите авторских прав в интернет-пространстве. Продукты компании продаются в 60 странах мира, в числе клиентов компании — Роскосмос, Сбербанк, ВТБ, «Тинькофф», «Ростелеком», МТС, «Билайн», «Авито», ТАСС, Первый канал.
С 2017 года Сачков является доцентом кафедры информационной безопасности МГТУ им. Н. Э. Баумана.
В 2016—2019 годах Сачков проходил свидетелем по уголовному делу основателя и гендиректора процессинговой компании Chronopay Павла Врублевского, дав показания на одного из обвиняемых.

## Номинации
В 2016 году Сачков включён в список самых перспективных в мире предпринимателей до 30 лет по версии журнала Forbes в номинации Enterprise Tech. Трижды стал победителем российского этапа конкурса EY «Entrepreneur of the Year» в разных IT-номинациях. В 2018 году Сачков включён в шорт-листы «100 выдающихся людей года» по версии РА «Эксперт» и «Russian people of the year» от Russia Beyond. В 2019 году Сачков стал победителем в номинации «Инновационный прорыв» премии «Немалый бизнес».
В июне 2021 года аналитическая компания KuppingerCole оценила Group-IB как мирового лидера в области продуктов и инноваций, а её систему обнаружения и реагирования на взломы назвала «одним из самых многофункциональных решений» среди 12 поставщиков подобных продуктов в мире. Сачкову принадлежит авторство технологии расследования распределённых атак на отказ в обслуживании (DDoS).

## Членство в организациях
Сачков — член экспертных комитетов Госдумы, МИД РФ, Совета Европы и ОБСЕ в области киберпреступности. Он является сопредседателем комиссии по киберпреступности РАЭК, членом совета Координационного центра национального домена сети интернет. Состоит одним из независимых членов Глобальной комиссии по стабильности киберпространства. В июле 2020 года избран сопредседателем Партии Роста.

## Обвинение в государственной измене
29 сентября 2021 года Сачков был арестован Лефортовским районным судом г. Москвы по подозрению в государственной измене. Обвинения, предъявленные ФСБ России связаны с передачей секретной информации спецслужбам ряда иностранных государств. По данным Forbes, Сачков в ходе собственных расследований обладал информацией о российских хакерах, имел возможность передать информацию иностранным спецслужбам в обмен на какие-либо выгоды для себя и компании Group-IB. По информации Bloomberg, силовые ведомства России были недовольны желанием Сачкова «коммерциализировать продукты компании за рубежом и вывести бизнес за пределы России».
26 июля 2023 года Московский городской суд признал Сачкова виновным в государственной измене и приговорил его к 14 годам лишения свободы. Суд рассматривал дело в закрытом режиме. Сачков называл обвинение против себя «новым делом Дрейфуса» и заявлял, что он «не изменник, не шпион и не предатель», а инженер, который «неоднократно доказывал преданность и пользу Родине». Его защита заявила, что обжалует приговор.
Отбывает наказание в ИК-17 в Красноярске.

## Личная жизнь
Сачков не женат, детей у него нет. Сачков в последнее перед арестом время проживал в Москве.